# 줄루 신화
줄루 신화는 줄루 족의 신화를 말한다.
응구니를 대표하는 줄루족의 신화의 특징은 동물과의 소통과 아이들에게 있어서 교육적인 효과를 주는 형식의 구조다. 줄루 족의 이야기에 나오는 동물은 초식동물과 육식동물과의 구별이 모호하며, 질투에 대한 도적적인 책임을 날카롭게 묻는 이야기 등은 어린아이에게 어린 시절부터 도덕과 윤리관을 형성시킬 수 있는 훌륭한 교육수단이 다. 그렇게만 이 이야기에 대한 가장 큰 특징은 웃음과 풍자를 무기로 지배계층의 권위와 전통에 도전하고자 하는 욕망이 담겨 있는 경우가 많다. 그 외에도 줄루 신화는 획일화되어있지 않은 경우가 많기에 같은 역할을 담당한 신이 중복으로 등장하기도 한다.

## 줄루족 탄생신화
태초부터 존재했던 창조주 움벨리캉기는 하늘의 왕이였다. 왕은 하늘나라에 어마어마하게 큰 외양간을 지어놓고 셀 수 없을만큼 많은 소를 길렀다. 왕은 소를 무척 사랑했다. 그러던 어느 날, 왕이 다른 때처럼 자신의 모두막 밖에 한가로이 앉아있는데 신하가 다급히 뛰어오더니 골치아픈 소식을 전했다. 왕국의 말썽꾸러기 사내가 또 왕이 아끼는 흰 소의 등에 올라타 장난을 치고 있다는 것이였다
사내의 장난에 넌더리가 난 왕은 사내가 이제 더 이상 하늘나라에서 말썽을 부리지 못하도록 땅으로 내려보내기로 결심했다. 왕은 사내를 불러놓고 하늘바닥에 구멍을 낸 뒤 사내의 허리를 탯줄(이툼부)로 묶어 땅으로 내려보냈다. 땅에 내려온 사내는 주위를 둘러보았다. 이 세상은 풍요로 가득 차있었다. 사내는 주변에 있는 갈대를 꺾어 날선 잎으로 허리에 붙은 탯줄을 잘라내고는 자유의 몸이 되었다.
사내가 지상에 내려온지 한달정도가 지나자 하늘의 왕은 땅으로 내려간 사내가 어떻게 되었을지 궁금해져 하늘나라의 구멍을 통해 지상을 내려다보았다. 사내는 바나나 나무 그늘 아래에서 피곤한 모습으로 누워있었다. 그 모습을 본 왕은 사내가 좀 불쌍하게 여겨졌다. '저 사내에게 뭔 문제가 있는 것인가? 먹을 것이 부족한가? 마실 물이 적은가? 왜 저토록 힘들어하는 걸까?' 문득 왕은 사내가 한창 힘이 가득한 나이에다 홀몸이라는 것을 떠올리게 되었다. '아, 이제야 알겠어. 저놈은 외로운 거야. 저놈 곁에는 아무도 없으니 저놈을 위해 짝을 보내줘야되겠어.'
왕은 사내에게 짝을 줘야되겠다고 생각하고는 하늘나라에서 둘째가라면 서러울 절세미녀를 불러 말했다.'너는 이제부터 하늘나라를 떠나 내 아들의 신부가 되어 지상으로 가서 살거라.' 말을 마친 왕은 다시 탯줄을 꺼내 처녀의 허리에 묶고 여자를 땅으로 내려보냈다. 그때까지만 해도 사내는 깊은 잠에 빠져 있었다. 땅에 내려보내진 처녀는 사내가 자고 있던 그늘 아래에 가까이 다가갔다. 잠시 후 사내는 절세미녀가 자기 옆에 있는 것을 보고 깜짝 놀랐다. '이처럼 아름다운 이는 본적이 없어. 이 자는 분명히 하늘의 왕이 내려보낸걸거야. 그렇지 않고서야 이렇게 아름다운 사람이 내 옆에 있을 수 있겠어?'
청년은 갈대를 꺾어들고 처녀의 허리를 묶은 줄을 끊었다. 하늘에서 이 모습을 기분좋게 지켜본 왕은 끊어진 줄을 거둬 땅의 사람들이 다시는 하늘을 바라보지 않고 하늘의 사람들도 땅을 내려다보지 않고 살아가게 했다. 그 이후 사내와 처녀는 스스로 자손을 불려나갔다. 그 후손들이 지금의 줄루족인 아마줄루이다.

## 조상신 이야기
예로부터 사람들이 이르길 은클룬클루는 세상에서 제일 먼저 태어난 절대자이자 창조주라고 한다. 최초의 사람은 갈대밭의 갈대가 부러지고 그 속에서 나왔다고 한다. 그래서 사람들은 은클룬클루가 그 갈대라고도 말한다. 은클룬클루는 항상 우리의 곁에 존재하는데 은클룬클루가 최초의 사람을 만들었고 그 자들이 우리의 가장 오래된 조상이다. 오래된 조상은 죽어 없어졌지만 후손은 남아있다. 그 후손들이 바로 우리의 조상이다. 우리는 조상들에게 오래전, 갈대가 갈라져 사람이 나왔다는 사실을 들어 알고 있다. 그렇지만 조상들도 은클룬클루에 대해서 잘 알지 못한다. 조상들 역시 우리와 마찬가지로 은클룬클루를 직접 보지는 못했기 때문이다. 조상들 역시 은클룬클루가 존재하고 최초의 인간이 갈대에서 갈라져 나왔다는 것을 알고 있을 뿐이다.
어떤 사람은 은클룬클루가 바로 그 첫사람이였으며 갈대에서 갈라져 나왔다고 한다. 또 어떤 사람은 은클룬클루가 갈대를 갈라 나라를 만들었다고 말한다. 우리는 절대자인 은클룬클루가 생명을 부여한 존재이며 또 자신이 부여한 생명을 보호하기 위해 질병을 치료할 전통 약제사 이냥가와 우리 앞을 봐줄 점술가 이상고마를 사람들에게 보내주었다고 한다.
그래서 이상고마는 그 특별한 능력으로 사람이 아플때 왜 병이 생겼는지 알아낼수있고 만일 병이 조상혼령을 뜻하는 아마들로지인것이 밝혀지면 이상고마는 그 가족들에게 황소를 잡아 아마들로지를 위로하라고 권한다. 그렇게 하면 병이 깨끗하게 낫는다. 잊혀진 조상들은 아마들로지가 되어 계속 후손들과 살아가고 있다. 아마들로지는 잊혀지지 않고 계속 후손들 곁에 언제까지나 머물고 싶어하며 실제로 가끔씩 후손들에게 도움을 주기도 한다. 요즘에도 사람들은 소를 잡아 아마들로지를 위로하고 후손들을 도와달라고 부탁한다.

## 상상의 존재 또는 주인공
- 움벨리캉기 - 창조주
- 은클룬클루 - 창조주
- 은코시 - 하늘왕
- 이지무 - 머리에 눈이 셋 달려있거나 머리가 여럿인 반인반수의 식인종, 보통 잔인하고 난폭하게 묘사되지만 어리석어 자주 거짓말에 속아 넘어간다. 간혹 해결사로 등장하기도 한다.
- 포털:신화

## 참고 문헌
- 세계민담전집 남아프리카편[쪽 번호 필요]